# Isafarus calceolus
Isafarus calceolus är en tvåvingeart som beskrevs av Richter 1976. Isafarus calceolus ingår i släktet Isafarus och familjen parasitflugor.
Artens utbredningsområde är Mongoliet. Inga underarter finns listade i Catalogue of Life.